# Вида Давидовић
Вида Давидовић (Српско Сарајево, 29. јануар 1998) српска је драмска  списатељица и сценаристкиња. Њене драме се изводе у Србији и Босни и Херцеговини. Претежно је интересују теме односа жене према телесности, одрастању и трауми. "Мучнина: о неодрастању" је њен први роман. Роман ушао у ширу селекцију Нинове награде 2023. године.

## Биографија
Основну школу и гимназију завршила је у Бањој Луци. Дипломирала је драматургију на Факултету драмских уметности у Београду. На истом факултету је и мастерирала на смјеру Теорија драмских уметности и медија. Похађа мастер студије креативног писања на Универзитету Небраска у Линколну као Фулбрајтов стипендиста Владе САД. Сарадница је Недељниковог портала Велике приче. Била је предсједница жирија за драмску награду на 70, Сплитском љету.

## Стваралаштво

### Филм
Сценариста је кратких играних филмова: „Матура” у режији Гвозден Илић. Филм је учествовао на више од петнаест фестивала широм свијета. Добио је Специјалну награда за најбољи домаћи филм 12. издања Мерлинка фестивала у Београду, награда која се додељује у сарадњи са Филмским центром Србије. Такође, по њеним сценаријима снимљени су филмови  "Беле раде", „Ребра“ и „Срце“, у режији Гвоздена Илића. Тара Гојковић је, по њеном сценарију, режирала филм  „У раменима“. Филм на 28. Фестивалу ауторског филма у Београду добио Специјално признање у селекцији „Најхрабрији филм Храброг Балкана”.

### Позориште
- “Со на ране” у режији Растислава Ћопића (ФИСТ - Фестивал интернационалног студентског театра) – драматург на пројекту, Звездара театар, Београд[12]
- “Сан летње ноћи” Вилијама Шекспира у режији Владана Ђурковића, Међународни Опероса Монтенегро Опера Фестивал Херцег Нови - драматург 2019.[12]
- „Мачке заслужују поклон“, писац текста новогодишње представе у Позоришту лутака Пинокио Београд 2020, 2021.[12]
- „Пустоловине Тила враголана“, драматург, Позориште Лутака Пиокио 2020.[12]
- „Са друге стране јастука“, Позориште на Теразијама у режији Југа Радивојевића - сарадник на тексту Душана Копривице 2020.[12]
- „Бруклин и мачке у контејнерима“ у режији Андреје Каргачин[12] (ФИСТ) – писац текста и драматург представе 2021.
- "Онај који говори ДА и онај који говори НЕ" Бертолт Брехт, режија Никола Бундало, испитна представа – драматург 2021.
- „Дон Жуан“, позориште Двориште Београд, режија Марко Мисирача – драматург представе 2021.[12]
- „Бањалука“, позориште Јазавац Бања Лука – аутор дела текста и драматург представе 2021.
- „На рубу памети“, Мирослав Крлежа, Књажевско српски театар Крагујевац – драматизација, режија Марко Мисирача 2022.[12]
- „Црна овца“, Краљевачко позориште, аутор текста, режија Снежана Тришић. Представа добитник осам награда на 58. Фестивалу професионалних позоришта Србије „Јоаким Вујић“
- “Идиот”, Београдско драмско позориште, режија Ивица Буљан. Сарадник на драматизацији 2022.
- “Бруклин и мачке у контејнерима“, аутор текста. Режија Јелена Богавац. Позориште Нови Пазар, 2023.[13]
- “Мали ратови и кабине Заре”, аутор текста. Режија Ивица Буљан. Народно позориште Републике Српске.[14]

## Награде
- Награда Јосип Колунџић, Катедра за драматургију ФДУ школска 2018-2019.
- Награда Слободан Селенић за најбољу дипломску драму ФДУ 2021.
- Специјална награда за драмски текст Хартефакта 2021.
- Стеријина награда за најбољи домаћи драмски текст за 2021/2022.[15]
- Специјално признање за драматизацију, на 16. Међународном фестивалу позоришта „Златна вила” у Приједору 2023. за представу  „На рубу памети“.[16]
- Специјална награда за драмски текст за драму “Мали ратови и кабине Заре” на XXIII фестивалу босанскохерцеговачке драме Зенице 2024.[17]
- На 43. Позоришним/Казалишним играма у Јајцу представа „Мали ратови и кабина Заре“ освојила је три награде: награда за најбољу костимографију  припала је Ани Савић -Гецан, награда за најбољи драмски текст савременог аутора Види Давидовић и награда за најбоље глумачко остварење за улогу маме Николини Фригановић.[18]